# Chervone (Raión de Berezivka)
Červone  (ucraniano: Червоне) es una localidad del Raión de Berezivka en el Óblast de Odesa de Ucrania. Según el censo de 2001, tiene una población de 146 habitantes.